# Пирофосфат олова(II)
Пирофосфат олова(II) — неорганическое соединение, соль металла олова и пирофосфорной кислоты с формулой Sn2P2O7, бесцветные кристаллы, не растворимые в воде.

## Получение
- Нагревание гидрофосфата олова:

{\displaystyle {\mathsf {2SnHPO_{4}\ {\xrightarrow {T}}\ Sn_{2}P_{2}O_{7}+H_{2}O}}}
- Обменной реакцией с пирофосфатом натрия:

{\displaystyle {\mathsf {Na_{4}P_{2}O_{7}+2SnCl_{2}\ {\xrightarrow {\ }}\ Sn_{2}P_{2}O_{7}\downarrow +4NaCl}}}

## Физические свойства
Пирофосфат олова(II) образует бесцветные кристаллы кубической сингонии, пространственная группа P a3, параметры ячейки a = 0,791 нм, Z = 4.

## Применение
- В основном применяется для полуды в гальванопокрытии.
- Как добавка в зубные пасты, оказывает определённое действие по профилактике зубных болезней.
- Используется в красильнопечатной промышленности  для крашения.
- Для рафинирования гончарной глины.
- Добавляется в краски для улучшения свойств красок.